# Geoid

①: Óceán
②: Szferoid (közelítő alak)
③: Helyi függőón iránya (a gravitációs inhomogenitást mutatja)
④: Kontinensek, földkéreg
⑤: Geoid

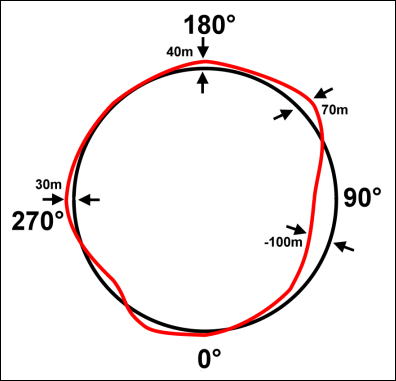
A geoid (piros) és a szferoid (fekete) közötti szintbeli eltérés

A geoid Gauss által megfogalmazott és Johann Benedict Listing által bevezetett geofizikai fogalom, a Föld elméleti alakja: a nehézségi erő azon szintfelülete, amely a nyugalmi tengerszinttel esik egybe. A világóceánon tehát (nagyjából) azonos a tengerszinttel, a kontinensek alatt pedig helyzete geofizikai és geodéziai mérésekből  számítható. A geoid matematikai formájában a Föld alakját szférikus harmonikus sorfejtésként adja meg; újabb és újabb, főleg műholdpályákból meghatározható paraméterek segítségével pontosítható. Az EGM96 modell 360-ad rangú és 360-ad rendű modellként közelíti a geoidot.
A fenti modell azonban matematikailag meglehetősen bonyolult, és sokszor nehezen kezelhető. A geoid (ellentétben például a marsi megfelelőjével, az areoiddal) forgási ellipszoiddal igen jól közelíthető, ezért vetülettani és más alkalmazásokban ezt a közelítést használják. A közelítést aszerint optimalizálják, hogy a forgási ellipszoidnak az adott alkalmazás szempontjából hol mennyire kell illeszkednie. Az illesztett ellipszoidot a Föld középpontjához képest megadott pozíciójával együtt geodéziai dátumnak nevezzük. Egy ilyen, elterjedten használt, globálisan illeszkedő geodéziai dátum a WGS84, amely tehát a geoid globális közelítése. A geoidnak WGS84 dátumtól való maximális eltérése, a geoidunduláció alig haladja meg a +/-100 métert.
A geoid jelentősége a köznapi életben a tengerszint feletti magasság megadásában van. A GPS-vevők ugyanis alapesetben a magasságot a WGS84 felett értelmezik. Ahhoz, hogy ebből a térképeken is ábrázolt tengerszint feletti magasságot megkaphassuk, a GPS-vevőnek tudnia kell és számításba kell vennie a geoidundulációt. A manapság használatos GPS-vevők már tartalmazzák ezt a korrekciót, így képesek a tengerszint feletti (tehát tulajdonképpen geoid feletti) magasságot is kijelezni.
A Föld alakjának meghatározásában, a műholdak mérési eredményeinek feldolgozásával az 1960-as években Izsák Imre a fiatalon elhunyt matematikus, fizikus, csillagász és égi mechanikus ért el komoly eredményeket. 